# Primera División de Bolivia 1999
La Temporada 1999 fue la 23º de la Liga del Fútbol Profesional Boliviano. Consistió en 2 torneos: el Apertura bajo el formato de todos contra todos y el Clausura con formato de fase de grupos y hexagonal final. Los ganadores ambos torneos disputaron una final para definir el título de Campeón Nacional.

## Equipos y Estadios
| Posición | Equipo ascendido de la Copa Simón Bolívar 1998 |
| -------- | ---------------------------------------------- |
| 1º       | Unión Central                                  |

| Posición | Equipo descendido en el Torneo 1998 |
| -------- | ----------------------------------- |
| 12º      | Chaco Petrolero                     |

El número de equipos para la temporada 1999 sigue siendo 12, el mismo que la temporada anterior.
Chaco Petrolero terminó último en la Tabla del Descenso y fue relegado a la Segunda División luego de permanecer por 3 temporadas en Primera División. Fue reemplazado por el campeón de la Copa Simón Bolívar 1998, Unión Central de Tarija, que debutó en la LFPB.

### Datos de los Equipos
| Equipo                  | Fundación                | Ciudad     | Estadio                 | Capacidad |
| ----------------------- | ------------------------ | ---------- | ----------------------- | --------- |
| Blooming                | 1 de mayo de 1946        | Santa Cruz | Ramón Tahuichi Aguilera | 35.000    |
| Bolívar                 | 12 de abril de 1925      | La Paz     | Hernando Siles          | 42.000    |
| Destroyers              | 14 de septiembre de 1948 | Santa Cruz | Ramón Tahuichi Aguilera | 35.000    |
| Guabirá                 | 13 de abril de 1962      | Montero    | Gilberto Parada         | 13.000    |
| Independiente Petrolero | 4 de abril de 1932       | Sucre      | Olímpico Patria         | 30.000    |
| Oriente Petrolero       | 5 de noviembre de 1955   | Santa Cruz | Ramón Tahuichi Aguilera | 35.000    |
| Real Potosí             | 1 de abril de 1986       | Potosí     | Víctor Agustín Ugarte   | 30.000    |
| Real Santa Cruz         | 3 de mayo de 1960        | Santa Cruz | Juan Carlos Durán       | 11.000    |
| San José                | 19 de marzo de 1942      | Oruro      | Jesús Bermúdez          | 30.000    |
| The Strongest           | 8 de abril de 1908       | La Paz     | Hernando Siles          | 42.000    |
| Unión Central           | 8 de abril de 1980       | Tarija     | IV Centenario           | 18.000    |
| Wilstermann             | 24 de noviembre de 1949  | Cochabamba | Félix Capriles          | 32.000    |

## Torneo Apertura

### Tabla de posiciones
| Pos. | Equipos                 | PJ | PG | PE | PP | GF | GC | Dif. | Pts. |
| ---- | ----------------------- | -- | -- | -- | -- | -- | -- | ---- | ---- |
| 1.   | Blooming                | 22 | 14 | 2  | 6  | 47 | 20 | 27   | 44   |
| 2.   | Bolívar                 | 22 | 9  | 10 | 3  | 40 | 23 | 17   | 37   |
| 3.   | Real Potosí             | 22 | 9  | 6  | 7  | 37 | 36 | 1    | 33   |
| 4.   | Unión Central           | 22 | 8  | 7  | 7  | 37 | 33 | 4    | 31   |
| 5.   | Independiente Petrolero | 22 | 9  | 4  | 9  | 40 | 39 | 1    | 31   |
| 6.   | Real Santa Cruz         | 22 | 9  | 4  | 9  | 35 | 49 | -14  | 31   |
| 7.   | Guabirá                 | 22 | 7  | 9  | 6  | 37 | 42 | -5   | 30   |
| 8.   | San José                | 22 | 9  | 2  | 11 | 35 | 37 | -2   | 29   |
| 9.   | Wilstermann             | 22 | 8  | 5  | 9  | 41 | 44 | -3   | 29   |
| 10.  | Oriente Petrolero       | 22 | 7  | 5  | 10 | 35 | 36 | -1   | 26   |
| 11.  | The Strongest           | 22 | 7  | 4  | 11 | 33 | 35 | -2   | 25   |
| 12.  | Destroyers              | 22 | 5  | 4  | 13 | 33 | 56 | -23  | 19   |

Pts = Puntos; PJ = Partidos Jugados; G = Partidos Ganados; E = Partidos Empatados; P = Partidos Perdidos; GF = Goles Anotados; GC = Goles Recibidos; Dif = Diferencia de gol
|  | Ganador del Torneo Apertura y clasificado a la Final del Campeonato. |

### Fixture
| Real Santa Cruz         | 2 - 2 | Guabirá       | Juan Carlos Durán       | 6 de febrero | 18:00 |
| Independiente Petrolero | 3 - 2 | San José      | Olímpico Patria         | 7 de febrero | 15:30 |
| Unión Central           | 3 - 0 | Destroyers    | IV Centenario           | 7 de febrero | 15:30 |
| Wilstermann             | 0 - 1 | Real Potosí   | Félix Capriles          | 7 de febrero | 16:00 |
| Bolívar                 | 3 - 1 | Blooming      | Hernando Siles          | 7 de febrero | 16:00 |
| Oriente Petrolero       | 2 - 2 | The Strongest | Ramón Tahuichi Aguilera | 7 de febrero | 18:00 |

| Guabirá       | 1 - 1 | Bolívar                 | Gilberto Parada         | 10 de febrero | 18:00 |
| Real Potosí   | 2 - 1 | Oriente Petrolero       | Mario Mercado           | 10 de febrero | 20:00 |
| The Strongest | 2 - 1 | Unión Central           | Hernando Siles          | 10 de febrero | 20:00 |
| Wilstermann   | 3 - 2 | Independiente Petrolero | Félix Capriles          | 10 de febrero | 20:00 |
| Blooming      | 2 - 0 | San José                | Ramón Tahuichi Aguilera | 10 de febrero | 20:00 |
| Destroyers    | 1 - 1 | Real Santa Cruz         | Ramón Tahuichi Aguilera | 12 de febrero | 20:00 |

| Real Santa Cruz         | 3 - 2 | The Strongest | Juan Carlos Durán       | 17 de febrero | 18:00 |
| San José                | 4 - 1 | Guabirá       | Jesús Bermúdez          | 17 de febrero | 20:00 |
| Bolívar                 | 5 - 0 | Destroyers    | Hernando Siles          | 17 de febrero | 20:00 |
| Unión Central           | 2 - 2 | Real Potosí   | IV Centenario           | 18 de febrero | 18:00 |
| Independiente Petrolero | 1 - 0 | Blooming      | Olímpico Patria         | 18 de febrero | 20:00 |
| Oriente Petrolero       | 2 - 1 | Wilstermann   | Ramón Tahuichi Aguilera | 18 de febrero | 20:00 |

| Destroyers        | 1 - 0 | San José                | Ramón Tahuichi Aguilera | 20 de febrero | 18:00 |
| Real Potosí       | 2 - 1 | Real Santa Cruz         | Mario Mercado           | 21 de febrero | 15:30 |
| The Strongest     | 1 - 2 | Bolívar                 | Hernando Siles          | 21 de febrero | 16:00 |
| Wilstermann       | 2 - 2 | Unión Central           | Félix Capriles          | 21 de febrero | 16:00 |
| Guabirá           | 0 - 0 | Blooming                | Gilberto Parada         | 21 de febrero | 18:00 |
| Oriente Petrolero | 4 - 0 | Independiente Petrolero | Ramón Tahuichi Aguilera | 22 de febrero | 20:00 |

| Real Santa Cruz         | 3 - 0 | Wilstermann       | Juan Carlos Durán       | 27 de febrero | 18:00 |
| Independiente Petrolero | 4 - 1 | Guabirá           | Olímpico Patria         | 28 de febrero | 15:30 |
| San José                | 1 - 0 | The Strongest     | Jesús Bermúdez          | 28 de febrero | 15:30 |
| Unión Central           | 3 - 1 | Oriente Petrolero | IV Centenario           | 28 de febrero | 15:30 |
| Bolívar                 | 1 - 1 | Real Potosí       | Hernando Siles          | 28 de febrero | 16:00 |
| Blooming                | 4 - 1 | Destroyers        | Ramón Tahuichi Aguilera | 28 de febrero | 18:00 |

| Real Potosí       | 2 - 0 | San José                | Mario Mercado           | 6 de marzo  | 15:30 |
| Unión Central     | 1 - 1 | Independiente Petrolero | IV Centenario           | 7 de marzo  | 15:30 |
| Destroyers        | 1 - 1 | Guabirá                 | Ramón Tahuichi Aguilera | 7 de marzo  | 18:00 |
| Oriente Petrolero | 0 - 0 | Real Santa Cruz         | Ramón Tahuichi Aguilera | 18 de marzo | 20:00 |
| Wilstermann       | 2 - 2 | Bolívar                 | Félix Capriles          | 31 de marzo | 20:00 |
| The Strongest     | 2 - 0 | Blooming                | Hernando Siles          | 31 de marzo | 20:00 |

| Independiente Petrolero | 5 - 0 | Destroyers        | Olímpico Patria         | 10 de marzo | 20:00 |
| Real Santa Cruz         | 3 - 2 | Unión Central     | Juan Carlos Durán       | 10 de marzo | 20:00 |
| Guabirá                 | 1 - 0 | The Strongest     | Gilberto Parada         | 11 de marzo | 20:00 |
| Blooming                | 3 - 0 | Real Potosí       | Ramón Tahuichi Aguilera | 5 de mayo   | 20:00 |
| Bolívar                 | 1 - 0 | Oriente Petrolero | Hernando Siles          | 6 de mayo   | 20:00 |
| San José                | 2 - 1 | Wilstermann       | Jesús Bermúdez          | 6 de mayo   | 20:00 |

| Unión Central     | 0 - 2 | Bolívar                 | IV Centenario           | 13 de marzo | 15:30 |
| Real Potosí       | 4 - 0 | Guabirá                 | Mario Mercado           | 14 de marzo | 15:30 |
| The Strongest     | 2 - 0 | Destroyers              | Hernando Siles          | 14 de marzo | 16:00 |
| Real Santa Cruz   | 1 - 0 | Independiente Petrolero | Juan Carlos Durán       | 14 de marzo | 18:00 |
| Oriente Petrolero | 2 - 1 | San José                | Ramón Tahuichi Aguilera | 26 de mayo  | 20:00 |
| Wilstermann       | 2 - 1 | Blooming                | Félix Capriles          | 26 de mayo  | 20:00 |

| Guabirá                 | 3 - 2 | Wilstermann       | Gilberto Parada         | 20 de marzo | 18:00 |
| Independiente Petrolero | 3 - 1 | The Strongest     | Olímpico Patria         | 21 de marzo | 15:30 |
| San José                | 2 - 1 | Unión Central     | Jesús Bermúdez          | 21 de marzo | 15:30 |
| Bolívar                 | 6 - 0 | Real Santa Cruz   | Hernando Siles          | 21 de marzo | 16:00 |
| Blooming                | 1 - 0 | Oriente Petrolero | Ramón Tahuichi Aguilera | 21 de marzo | 18:00 |
| Destroyers              | 4 - 0 | Real Potosí       | Ramón Tahuichi Aguilera | 24 de marzo | 18:00 |

| Real Santa Cruz   | 4 - 1 | San José                | Juan Carlos Durán       | 27 de marzo | 18:00 |
| Wilstermann       | 7 - 3 | Destroyers              | Félix Capriles          | 27 de marzo | 20:00 |
| Real Potosí       | 1 - 0 | The Strongest           | Mario Mercado           | 28 de marzo | 15:30 |
| Bolívar           | 0 - 0 | Independiente Petrolero | Hernando Siles          | 28 de marzo | 16:00 |
| Oriente Petrolero | 1 - 1 | Guabirá                 | Ramón Tahuichi Aguilera | 28 de marzo | 18:00 |
| Unión Central     | 0 - 2 | Blooming                | IV Centenario           | 3 de junio  | 20:00 |

| The Strongest           | 1 - 1 | Wilstermann       | Hernando Siles          | 3 de abril | 16:00 |
| Guabirá                 | 1 - 2 | Unión Central     | Gilberto Parada         | 3 de abril | 18:00 |
| San José                | 0 - 0 | Bolívar           | Jesús Bermúdez          | 4 de abril | 15:30 |
| Independiente Petrolero | 4 - 1 | Real Potosí       | Olímpico Patria         | 4 de abril | 15:30 |
| Destroyers              | 1 - 2 | Oriente Petrolero | Ramón Tahuichi Aguilera | 4 de abril | 18:00 |
| Blooming                | 4 - 1 | Real Santa Cruz   | Ramón Tahuichi Aguilera | 5 de abril | 20:00 |

| The Strongest   | 3 - 0 | Oriente Petrolero       | Hernando Siles          | 10 de abril | 16:00 |
| Real Potosí     | 2 - 2 | Wilstermann             | Mario Mercado           | 11 de abril | 15:30 |
| San José        | 2 - 3 | Independiente Petrolero | Jesús Bermúdez          | 11 de abril | 15:30 |
| Real Santa Cruz | 1 - 0 | Guabirá                 | Juan Carlos Durán       | 11 de abril | 18:00 |
| Destroyers      | 0 - 2 | Unión Central           | Ramón Tahuichi Aguilera | 11 de abril | 18:00 |
| Blooming        | 1 - 1 | Bolívar                 | Ramón Tahuichi Aguilera | 9 de junio  | 20:00 |

| Bolívar                 | 1 - 3 | Guabirá       | Hernando Siles          | 14 de abril | 20:00 |
| Oriente Petrolero       | 3 - 0 | Real Potosí   | Ramón Tahuichi Aguilera | 14 de abril | 20:00 |
| Real Santa Cruz         | 3 - 0 | Destroyers    | Juan Carlos Durán       | 14 de abril | 20:00 |
| Unión Central           | 1 - 0 | The Strongest | IV Centenario           | 15 de abril | 20:00 |
| Independiente Petrolero | 1 - 2 | Wilstermann   | Olímpico Patria         | 9 de junio  | 20:00 |
| San José                | 1 - 0 | Blooming      | Jesús Bermúdez          | 12 de junio | 15:30 |
| 1.                      |       |               |                         |             |       |

| Guabirá       | 2 - 1 | San José                | Gilberto Parada         | 17 de abril | 18:00 |
| Real Potosí   | 1 - 1 | Unión Central           | Mario Mercado           | 18 de abril | 15:30 |
| The Strongest | 2 - 1 | Real Santa Cruz         | Hernando Siles          | 18 de abril | 16:00 |
| Wilstermann   | 4 - 3 | Oriente Petrolero       | Félix Capriles          | 18 de abril | 16:00 |
| Blooming      | 5 - 0 | Independiente Petrolero | Ramón Tahuichi Aguilera | 18 de abril | 18:00 |
| Destroyers    | 1 - 1 | Bolívar                 | Ramón Tahuichi Aguilera | 18 de abril | 20:00 |

| Real Santa Cruz         | 2 - 1 | Real Potosí       | Juan Carlos Durán       | 24 de abril | 18:00 |
| Bolívar                 | 3 - 2 | The Strongest     | Hernando Siles          | 24 de abril | 20:00 |
| Independiente Petrolero | 2 - 1 | Oriente Petrolero | Olímpico Patria         | 25 de abril | 15:30 |
| San José                | 4 - 1 | Destroyers        | Jesús Bermúdez          | 25 de abril | 15:30 |
| Unión Central           | 3 - 0 | Wilstermann       | IV Centenario           | 25 de abril | 15:30 |
| Blooming                | 4 - 1 | Guabirá           | Ramón Tahuichi Aguilera | 25 de abril | 18:00 |

| Destroyers        | 1 - 2 | Blooming                | Ramón Tahuichi Aguilera | 1 de mayo | 18:00 |
| Oriente Petrolero | 2 - 2 | Unión Central           | Ramón Tahuichi Aguilera | 1 de mayo | 20:00 |
| Real Potosí       | 2 - 2 | Bolívar                 | Mario Mercado           | 2 de mayo | 15:30 |
| The Strongest     | 4 - 3 | San José                | Hernando Siles          | 2 de mayo | 16:00 |
| Wilstermann       | 5 - 2 | Real Santa Cruz         | Félix Capriles          | 2 de mayo | 16:00 |
| Guabirá           | 3 - 2 | Independiente Petrolero | Gilberto Parada         | 2 de mayo | 18:00 |

| Guabirá                 | 2 - 2 | Destroyers        | Gilberto Parada         | 7 de mayo | 18:00 |
| San José                | 3 - 1 | Real Potosí       | Jesús Bermúdez          | 8 de mayo | 15:30 |
| Real Santa Cruz         | 2 - 2 | Oriente Petrolero | Juan Carlos Durán       | 8 de mayo | 18:00 |
| Independiente Petrolero | 2 - 3 | Unión Central     | Olímpico Patria         | 9 de mayo | 15:30 |
| Bolívar                 | 2 - 1 | Wilstermann       | Hernando Siles          | 9 de mayo | 16:00 |
| Blooming                | 3 - 1 | The Strongest     | Ramón Tahuichi Aguilera | 9 de mayo | 18:00 |

| Unión Central     | 3 - 0 | Real Santa Cruz         | IV Centenario           | 12 de mayo | 20:00 |
| The Strongest     | 2 - 2 | Guabirá                 | Hernando Siles          | 12 de mayo | 20:00 |
| Real Potosí       | 2 - 0 | Blooming                | Mario Mercado           | 12 de mayo | 20:00 |
| Wilstermann       | 1 - 0 | San José                | Félix Capriles          | 12 de mayo | 20:00 |
| Oriente Petrolero | 3 - 1 | Bolívar                 | Ramón Tahuichi Aguilera | 12 de mayo | 20:00 |
| Destroyers        | 4 - 3 | Independiente Petrolero | Ramón Tahuichi Aguilera | 13 de mayo | 20:00 |

| Bolívar                 | 1 - 1 | Unión Central     | Hernando Siles          | 15 de mayo | 16:00 |
| Independiente Petrolero | 2 - 0 | Real Santa Cruz   | Olímpico Patria         | 16 de mayo | 15:30 |
| San José                | 3 - 1 | Oriente Petrolero | Jesús Bermúdez          | 16 de mayo | 15:30 |
| Guabirá                 | 3 - 3 | Real Potosí       | Gilberto Parada         | 16 de mayo | 16:00 |
| Destroyers              | 3 - 1 | The Strongest     | Ramón Tahuichi Aguilera | 16 de mayo | 18:00 |
| Blooming                | 4 - 0 | Wilstermann       | Ramón Tahuichi Aguilera | 17 de mayo | 20:00 |

| Wilstermann       | 2 - 2 | Guabirá                 | Félix Capriles          | 23 de mayo | 16:00 |
| Real Santa Cruz   | 2 - 1 | Bolívar                 | Juan Carlos Durán       | 23 de mayo | 18:00 |
| Real Potosí       | 3 - 0 | Destroyers              | Mario Mercado           | 24 de mayo | 15:30 |
| Unión Central     | 1 - 1 | San José                | IV Centenario           | 24 de mayo | 15:30 |
| The Strongest     | 1 - 1 | Independiente Petrolero | Hernando Siles          | 24 de mayo | 16:00 |
| Oriente Petrolero | 0 - 3 | Blooming                | Ramón Tahuichi Aguilera | 24 de mayo | 18:00 |

| Destroyers              | 2 - 1 | Wilstermann       | Ramón Tahuichi Aguilera | 29 de mayo | 18:00 |
| Independiente Petrolero | 0 - 0 | Bolívar           | Olímpico Patria         | 30 de mayo | 15:30 |
| San José                | 3 - 2 | Real Santa Cruz   | Jesús Bermúdez          | 30 de mayo | 15:30 |
| The Strongest           | 3 - 1 | Real Potosí       | Hernando Siles          | 30 de mayo | 16:00 |
| Guabirá                 | 2 - 1 | Oriente Petrolero | Gilberto Parada         | 30 de mayo | 18:00 |
| Blooming                | 3 - 2 | Unión Central     | Ramón Tahuichi Aguilera | 30 de mayo | 20:00 |

| Bolívar           | 4 - 1 | San José                | Hernando Siles          | 5 de junio | 16:00 |
| Oriente Petrolero | 4 - 2 | Destroyers              | Ramón Tahuichi Aguilera | 5 de junio | 18:00 |
| Real Potosí       | 4 - 1 | Independiente Petrolero | Mario Mercado           | 6 de junio | 16:00 |
| Real Santa Cruz   | 1 - 4 | Blooming                | Juan Carlos Durán       | 6 de junio | 16:00 |
| Unión Central     | 2 - 5 | Guabirá                 | IV Centenario           | 6 de junio | 16:00 |
| Wilstermann       | 2 - 1 | The Strongest           | Félix Capriles          | 6 de junio | 16:00 |

## Torneo Clausura

### Fase de grupos

#### Grupo A
| Pos | Equipo        | Pts | PJ | PG | PE | PP | GF | GC | Dif |
| --- | ------------- | --- | -- | -- | -- | -- | -- | -- | --- |
| 1.  | The Strongest | 22  | 12 | 7  | 1  | 4  | 21 | 16 | 5   |
| 2.  | Real Potosí   | 21  | 12 | 7  | 0  | 5  | 20 | 22 | -2  |
| 3.  | Blooming      | 20  | 12 | 5  | 5  | 2  | 24 | 13 | 11  |
| 4.  | Wilstermann   | 17  | 12 | 5  | 2  | 5  | 27 | 19 | 8   |
| 5.  | Guabirá       | 10  | 12 | 3  | 1  | 8  | 11 | 17 | -6  |
| 6.  | Destroyers    | 5   | 12 | 1  | 2  | 9  | 13 | 37 | -24 |

Pts = Puntos; PJ = Partidos Jugados; G = Partidos Ganados; E = Partidos Empatados; P = Partidos Perdidos; GF = Goles Anotados; GC = Goles Recibidos; Dif = Diferencia de gol
|  | Clasificados al Hexagonal Final. |

Fixture
| Real Potosí   | 2 - 1 | Blooming    | Mario Mercado   | 7 de agosto | 15:30 |
| The Strongest | 3 - 2 | Wilstermann | Hernando Siles  | 8 de agosto | 16:00 |
| Guabirá       | 4 - 1 | Destroyers  | Gilberto Parada | 8 de agosto | 18:00 |

| The Strongest | 0 - 1 | Real Potosí | Hernando Siles          | 11 de agosto | 16:00 |
| Wilstermann   | 2 - 1 | Guabirá     | Félix Capriles          | 11 de agosto | 16:00 |
| Destroyers    | 1 - 4 | Blooming    | Ramón Tahuichi Aguilera | 11 de agosto | 18:00 |

| Guabirá     | 3 - 0 * | The Strongest | Gilberto Parada         | 15 de agosto | 18:00 |
| Real Potosí | 3 - 1   | Destroyers    | Mario Mercado           | 15 de agosto | 20:00 |
| Blooming    | 1 - 0   | Wilstermann   | Ramón Tahuichi Aguilera | 15 de agosto | 20:00 |

| Unión Central     | 2 - 0 | Destroyers              | IV Centenario           | 21 de agosto | 15:30 |
| Real Santa Cruz   | 1 - 0 | Guabirá                 | Juan Carlos Durán       | 21 de agosto | 18:00 |
| Real Potosí       | 1 - 0 | Independiente Petrolero | Mario Mercado           | 22 de agosto | 15:30 |
| San José          | 5 - 3 | Wilstermann             | Jesús Bermúdez          | 22 de agosto | 15:30 |
| The Strongest     | 2 - 2 | Bolívar                 | Hernando Siles          | 22 de agosto | 16:00 |
| Oriente Petrolero | 0 - 0 | Blooming                | Ramón Tahuichi Aguilera | 22 de agosto | 18:00 |

| The Strongest | 3 - 2 | Blooming    | Hernando Siles  | 29 de agosto | 16:00 |
| Wilstermann   | 8 - 0 | Destroyers  | Félix Capriles  | 29 de agosto | 16:00 |
| Guabirá       | 0 - 2 | Real Potosí | Gilberto Parada | 29 de agosto | 18:00 |

| Destroyers  | 1 - 3 | The Strongest | Ramón Tahuichi Aguilera | 4 de septiembre | 18:00 |
| Real Potosí | 1 - 2 | Wilstermann   | Mario Mercado           | 5 de septiembre | 15:30 |
| Blooming    | 0 - 0 | Guabirá       | Ramón Tahuichi Aguilera | 6 de septiembre | 20:00 |

| Wilstermann | 1 - 2 | The Strongest | Félix Capriles          | 12 de septiembre | 16:00 |
| Blooming    | 7 - 2 | Real Potosí   | Ramón Tahuichi Aguilera | 12 de septiembre | 18:00 |
| Destroyers  | 2 - 0 | Guabirá       | Ramón Tahuichi Aguilera | 13 de septiembre | 20:00 |

| Blooming    | 3 - 3 | Destroyers    | Ramón Tahuichi Aguilera | 18 de septiembre | 18:00 |
| Guabirá     | 3 - 1 | Wilstermann   | Gilberto Parada         | 19 de septiembre | 18:00 |
| Real Potosí | 1 - 2 | The Strongest | Mario Mercado           | 20 de septiembre | 20:00 |

| The Strongest | 2 - 1 | Guabirá     | Hernando Siles          | 25 de septiembre | 20:00 |
| Wilstermann   | 1 - 1 | Blooming    | Félix Capriles          | 26 de septiembre | 16:00 |
| Destroyers    | 1 - 3 | Real Potosí | Ramón Tahuichi Aguilera | 26 de septiembre | 18:00 |

| Wilstermann             | 2 - 0 | San José          | Félix Capriles          | 2 de octubre | 20:00 |
| Independiente Petrolero | 3 - 1 | Real Potosí       | Olímpico Patria         | 3 de octubre | 15:30 |
| Bolívar                 | 2 - 1 | The Strongest     | Hernando Siles          | 3 de octubre | 16:00 |
| Guabirá                 | 1 - 0 | Real Santa Cruz   | Gilberto Parada         | 3 de octubre | 18:00 |
| Blooming                | 1 - 1 | Oriente Petrolero | Ramón Tahuichi Aguilera | 3 de octubre | 18:00 |
| Destroyers              | 2 - 4 | Unión Central     | Ramón Tahuichi Aguilera | 4 de octubre | 18:00 |

| Real Potosí | 2 - 1 | Guabirá       | Mario Mercado           | 10 de octubre | 15:30 |
| Destroyers  | 1 - 1 | Wilstermann   | Ramón Tahuichi Aguilera | 10 de octubre | 18:00 |
| Blooming    | 2 - 0 | The Strongest | Ramón Tahuichi Aguilera | 11 de octubre | 20:00 |

| Guabirá       | 0 - 2 | Blooming    | Gilberto Parada | 17 de octubre | 16:00 |
| Wilstermann   | 4 - 1 | Real Potosí | Félix Capriles  | 17 de octubre | 16:00 |
| The Strongest | 2 - 0 | Destroyers  | Hernando Siles  | 17 de octubre | 18:00 |

#### Grupo B
| Pos | Equipo                  | Pts | PJ | PG | PE | PP | GF | GC | Dif |
| --- | ----------------------- | --- | -- | -- | -- | -- | -- | -- | --- |
| 1.  | Bolívar                 | 26  | 12 | 8  | 2  | 2  | 23 | 10 | 14  |
| 2.  | Unión Central           | 22  | 12 | 7  | 1  | 4  | 24 | 17 | 7   |
| 3.  | Independiente Petrolero | 20  | 12 | 6  | 2  | 4  | 20 | 17 | 6   |
| 4.  | Real Santa Cruz         | 16  | 12 | 4  | 4  | 4  | 12 | 13 | -1  |
| 5.  | Oriente Petrolero       | 16  | 12 | 4  | 4  | 4  | 11 | 14 | -3  |
| 6.  | San José                | 10  | 12 | 3  | 1  | 8  | 12 | 23 | -11 |

Pts = Puntos; PJ = Partidos Jugados; G = Partidos Ganados; E = Partidos Empatados; P = Partidos Perdidos; GF = Goles Anotados; GC = Goles Recibidos; Dif = Diferencia de gol
|  | Clasificados al Hexagonal Final. |

Fixture
| Independiente Petrolero | 1 - 0   | San José      | Olímpico Patria         | 8 de agosto | 15:30 |
| Real Santa Cruz         | 3 - 0 * | Bolívar       | Juan Carlos Durán       | 8 de agosto | 18:00 |
| Oriente Petrolero       | 2 - 1   | Unión Central | Ramón Tahuichi Aguilera | 8 de agosto | 20:00 |

| San José          | 0 - 2 | Bolívar                 | Jesús Bermúdez          | 11 de agosto | 15:30 |
| Unión Central     | 1 - 4 | Independiente Petrolero | IV Centenario           | 11 de agosto | 15:30 |
| Oriente Petrolero | 1 - 0 | Real Santa Cruz         | Ramón Tahuichi Aguilera | 12 de agosto | 20:00 |

| Bolívar                 | 4 - 2 | Unión Central     | Hernando Siles    | 15 de agosto | 20:00 |
| Independiente Petrolero | 5 - 0 | Oriente Petrolero | Olímpico Patria   | 15 de agosto | 20:00 |
| Real Santa Cruz         | 2 - 0 | San José          | Juan Carlos Durán | 16 de agosto | 18:00 |

| Unión Central     | 2 - 0 | Destroyers              | IV Centenario           | 21 de agosto | 15:30 |
| Real Santa Cruz   | 1 - 0 | Guabirá                 | Juan Carlos Durán       | 21 de agosto | 18:00 |
| Real Potosí       | 1 - 0 | Independiente Petrolero | Mario Mercado           | 22 de agosto | 15:30 |
| San José          | 5 - 3 | Wilstermann             | Jesús Bermúdez          | 22 de agosto | 15:30 |
| The Strongest     | 2 - 2 | Bolívar                 | Hernando Siles          | 22 de agosto | 16:00 |
| Oriente Petrolero | 0 - 0 | Blooming                | Ramón Tahuichi Aguilera | 22 de agosto | 18:00 |

| Independiente Petrolero | 2 - 1 | Real Santa Cruz | Olímpico Patria         | 28 de agosto | 15:30 |
| Unión Central           | 4 - 0 | San José        | IV Centenario           | 29 de agosto | 15:30 |
| Oriente Petrolero       | 0 - 0 | Bolívar         | Ramón Tahuichi Aguilera | 29 de agosto | 18:00 |

| San José        | 0 - 1 | Oriente Petrolero       | Jesús Bermúdez    | 4 de septiembre | 15:30 |
| Bolívar         | 3 - 0 | Independiente Petrolero | Hernando Siles    | 5 de septiembre | 16:00 |
| Real Santa Cruz | 1 - 2 | Unión Central           | Juan Carlos Durán | 6 de septiembre | 18:00 |

| Bolívar       | 2 - 0 | Real Santa Cruz         | Hernando Siles | 11 de septiembre | 16:00 |
| San José      | 1 - 1 | Independiente Petrolero | Jesús Bermúdez | 12 de septiembre | 15:30 |
| Unión Central | 1 - 0 | Oriente Petrolero       | IV Centenario  | 12 de septiembre | 15:30 |

| Independiente Petrolero | 2 - 2 | Unión Central     | Olímpico Patria   | 19 de septiembre | 15:30 |
| Bolívar                 | 2 - 1 | San José          | Hernando Siles    | 19 de septiembre | 16:00 |
| Real Santa Cruz         | 1 - 1 | Oriente Petrolero | Juan Carlos Durán | 19 de septiembre | 18:00 |

| San José          | 3 - 0 | Real Santa Cruz         | Jesús Bermúdez          | 26 de septiembre | 15:30 |
| Unión Central     | 2 - 0 | Bolívar                 | IV Centenario           | 26 de septiembre | 15:30 |
| Oriente Petrolero | 0 - 1 | Independiente Petrolero | Ramón Tahuichi Aguilera | 27 de septiembre | 20:00 |

| Wilstermann             | 2 - 0 | San José          | Félix Capriles          | 2 de octubre | 20:00 |
| Independiente Petrolero | 3 - 1 | Real Potosí       | Olímpico Patria         | 3 de octubre | 15:30 |
| Bolívar                 | 2 - 1 | The Strongest     | Hernando Siles          | 3 de octubre | 16:00 |
| Guabirá                 | 1 - 0 | Real Santa Cruz   | Gilberto Parada         | 3 de octubre | 18:00 |
| Blooming                | 1 - 1 | Oriente Petrolero | Ramón Tahuichi Aguilera | 3 de octubre | 18:00 |
| Destroyers              | 2 - 4 | Unión Central     | Ramón Tahuichi Aguilera | 4 de octubre | 18:00 |

| Real Santa Cruz | 5 - 0 | Independiente Petrolero | Juan Carlos Durán | 9 de octubre  | 18:00 |
| San José        | 2 - 1 | Unión Central           | Jesús Bermúdez    | 10 de octubre | 15:30 |
| Bolívar         | 4 - 1 | Oriente Petrolero       | Henando Siles     | 10 de octubre | 16:00 |

| Independiente Petrolero | 1 - 2 | Bolívar         | Olímpico Patria         | 17 de octubre | 16:00 |
| Unión Central           | 2 - 0 | Real Santa Cruz | IV Centenario           | 17 de octubre | 16:00 |
| Oriente Petrolero       | 4 - 0 | San José        | Ramón Tahuichi Aguilera | 17 de octubre | 18:00 |

### Hexagonal Final
| Pos | Equipo                  | Pts | PJ | G | E | P | GF | GC | Dif |
| --- | ----------------------- | --- | -- | - | - | - | -- | -- | --- |
| 1º  | The Strongest           | 21  | 10 | 6 | 3 | 1 | 17 | 10 | 7   |
| 2º  | Bolívar                 | 19  | 10 | 6 | 1 | 3 | 15 | 4  | 11  |
| 3º  | Blooming                | 16  | 10 | 5 | 1 | 4 | 17 | 13 | 4   |
| 4º  | Unión Central           | 16  | 10 | 5 | 1 | 4 | 13 | 15 | -2  |
| 5º  | Real Potosí             | 8   | 10 | 2 | 2 | 6 | 8  | 16 | -8  |
| 6º  | Independiente Petrolero | 5   | 10 | 1 | 2 | 7 | 12 | 24 | -12 |

Pts = Puntos; PJ = Partidos Jugados; G = Partidos Ganados; E = Partidos Empatados; P = Partidos Perdidos; GF = Goles Anotados; GC = Goles Recibidos; Dif = Diferencia de gol
|  | Ganador del Hexagonal Final y Clasificado a la Final del Campeonato. |

#### Fixture
| Unión Central | 2 - 1 | The Strongest           | IV Centenario           | 24 de octubre | 15:30 |
| Bolívar       | 2 - 0 | Real Potosí             | Hernando Siles          | 24 de octubre | 16:00 |
| Blooming      | 4 - 1 | Independiente Petrolero | Ramón Tahuichi Aguilera | 24 de octubre | 18:00 |

| Bolívar                 | 3 - 0 | Unión Central | Hernando Siles  | 27 de octubre  | 20:00 |
| Real Potosí             | 3 - 1 | Blooming      | Mario Mercado   | 27 de octubre  | 20:00 |
| Independiente Petrolero | 2 - 2 | The Strongest | Olímpico Patria | 8 de diciembre | 20:00 |

| Unión Central | 2 - 1 | Independiente Petrolero | IV Centenario           | 31 de octubre | 15:30 |
| The Strongest | 2 - 1 | Real Potosí             | Hernando Siles          | 31 de octubre | 16:00 |
| Blooming      | 1 - 0 | Bolívar                 | Ramón Tahuichi Aguilera | 31 de octubre | 18:00 |

| Real Potosí | 0 - 0 | Independiente Petrolero | Mario Mercado           | 7 de noviembre | 15:30 |
| Bolívar     | 0 - 0 | The Strongest           | Hernando Siles          | 7 de noviembre | 16:00 |
| Blooming    | 3 - 0 | Unión Central           | Ramón Tahuichi Aguilera | 7 de noviembre | 18:00 |

| Independiente Petrolero | 1 - 4 | Bolívar     | Olímpico Patria | 14 de noviembre | 15:30 |
| Unión Central           | 1 - 0 | Real Potosí | IV Centenario   | 14 de noviembre | 15:30 |
| The Strongest           | 3 - 1 | Blooming    | Hernando Siles  | 14 de noviembre | 16:00 |

| Independiente Petrolero | 1 - 2 | Blooming      | Olímpico Patria | 21 de noviembre | 15:30 |
| Real Potosí             | 1 - 0 | Bolívar       | Mario Mercado   | 21 de noviembre | 15:30 |
| The Strongest           | 3 - 1 | Unión Central | Hernando Siles  | 21 de noviembre | 16:00 |

| The Strongest | 2 - 1 | Independiente Petrolero | Hernando Siles          | 24 de noviembre | 20:00 |
| Unión Central | 0 - 1 | Bolívar                 | IV Centenario           | 24 de noviembre | 20:00 |
| Blooming      | 4 - 0 | Real Potosí             | Ramón Tahuichi Aguilera | 24 de noviembre | 20:00 |

| Independiente Petrolero | 2 - 5 | Unión Central | Olímpico Patria | 28 de noviembre | 15:30 |
| Real Potosí             | 1 - 2 | The Strongest | Mario Mercado   | 28 de noviembre | 15:30 |
| Bolívar                 | 3 - 0 | Blooming      | Hernando Siles  | 28 de noviembre | 16:00 |

| Unión Central           | 1 - 0 | Blooming    | IV Centenario   | 3 de diciembre | 15:30 |
| Independiente Petrolero | 3 - 1 | Real Potosí | Olímpico Patria | 4 de diciembre | 15:30 |
| The Strongest           | 1 - 0 | Bolívar     | Hernando Siles  | 4 de diciembre | 16:00 |

| Real Potosí | 1 - 1 | Unión Central           | Mario Mercado           | 12 de diciembre | 15:30 |
| Bolívar     | 2 - 0 | Independiente Petrolero | Hernando Siles          | 12 de diciembre | 16:00 |
| Blooming    | 1 - 1 | The Strongest           | Ramón Tahuichi Aguilera | 12 de diciembre | 18:00 |

## Final del Campeonato
Los equipos de Blooming y The Strongest disputaron partidos de ida y vuelta en los cuales la diferencia de goles no contaba. Si empataban en puntos debieron definir en un partido extra y de prolongar la igualdad definirían por lanzamientos desde el punto penal.
| 15 de diciembre de 1999, 16:00 (UTC-4) | The Strongest                                  | 2:3 (0:3) | Blooming                                  | Estadio Hernando Siles, La Paz   |                                  |
|                                        | Antonio Vidal González 79' · Álvaro Peña 90+3' | Reporte   | 3' 33' Raúl Justiniano · 43' Renny Ribera | Árbitro(s): Juan Carlos Paniagua | Árbitro(s): Juan Carlos Paniagua |

| 19 de diciembre de 1999, 20:30 (UTC-4) | Blooming                                                            | 3:2 (2:0) | The Strongest                        | Estadio Ramón Tahuichi Aguilera, Santa Cruz de la Sierra |  |
|                                        | Víctor Hugo Antelo 13' · Limberg Gutiérrez 21' · Martín Menacho 84' | Reporte   | 58' Ronald Arana · 73' Sandro Coelho |                                                          |  |

## Campeón
|                            |
| Blooming 3º Título Liguero |

## Sistema de Descenso
Para definir los descensos y ascensos se realizó una tabla sumatoria de todo el año, dando los siguientes resultados:
| Pos | Equipo                  | PJ | PG | PE | PP | GF | GC | Dif | Pts |
| --- | ----------------------- | -- | -- | -- | -- | -- | -- | --- | --- |
| 1º  | Blooming                | 34 | 19 | 7  | 8  | 71 | 33 | 38  | 64  |
| 2º  | Bolívar                 | 34 | 17 | 12 | 5  | 63 | 33 | 30  | 63  |
| 3º  | Real Potosí             | 34 | 16 | 6  | 12 | 57 | 58 | -1  | 54  |
| 4º  | Unión Central           | 34 | 15 | 8  | 11 | 61 | 50 | 11  | 53  |
| 5º  | Independiente Petrolero | 34 | 15 | 6  | 13 | 60 | 56 | 4   | 51  |
| 6º  | The Strongest           | 34 | 14 | 5  | 15 | 54 | 51 | 3   | 47  |
| 7º  | Real Santa Cruz         | 34 | 14 | 5  | 15 | 47 | 62 | -15 | 47  |
| 8º  | Wilstermann             | 34 | 13 | 7  | 14 | 68 | 63 | 3   | 46  |
| 9º  | Oriente Petrolero       | 34 | 11 | 9  | 14 | 46 | 50 | -4  | 42  |
| 10º | Guabirá                 | 34 | 10 | 10 | 14 | 48 | 59 | -11 | 40  |
| 11º | San José                | 34 | 12 | 3  | 19 | 47 | 60 | -13 | 39  |
| 12º | Destroyers              | 34 | 6  | 6  | 22 | 46 | 93 | -47 | 24  |

Pts = Puntos; PJ = Partidos Jugados; G = Partidos Ganados; E = Partidos Empatados; P = Partidos Perdidos; GF = Goles Anotados; GC = Goles Recibidos; Dif = Diferencia de gol
|  | Descenso Indirecto: Partidos de Promoción contra Mariscal Braun (Subcampeón de la Copa Simón Bolívar 1999). |
|  | Descenso Directo: Reemplazado por Atlético Pompeya (Campeón de la Copa Simón Bolívar 1999)                  |

### Serie Ascenso - Descenso Indirecto
| Club           | Ida (Oruro) | Vuelta (La Paz) |
| -------------- | ----------- | --------------- |
| San José       | 1           | 1 (3)           |
| Mariscal Braun | 0           | 2 (4)           |

|  | Mariscal Braun: ascendió a 1ª División. |
|  | San José: descendió a 2ª División.      |